# Macrognathus dorsiocellatus
Macrognathus dorsiocellatus är en fiskart som beskrevs av Ralf Britz 2010. Macrognathus dorsiocellatus ingår i släktet Macrognathus och familjen Mastacembelidae. IUCN kategoriserar arten globalt som livskraftig. Inga underarter finns listade i Catalogue of Life.